# Deep Sea 3D
Deep Sea 3D (br: No Fundo do Mar 3D) é um filme produzido pela IMAX Corporation, feito para cinemas IMAX, e IMAX 3D.
O filme foi lançado em 3 de março de 2006 nos EUA e alguns outros países, mas nessa época não tinha IMAX no Brasil.
O filme só estreou no Brasil em 16 de Janeiro de 2009 com a abertura do Unibanco IMAX.
O filme tem 40 minutos de duração e é narrado por Johnny Depp e Kate Winslet.